# 13903 Darrylwatanabe
13903 Darrylwatanabe è un asteroide della fascia principale. Scoperto nel 1975, presenta un'orbita caratterizzata da un semiasse maggiore pari a 2,676610 UA e da un'eccentricità di 0,238611, inclinata di 11,198000° rispetto all'eclittica. Ha un diametro di 8,785 km. Ha un periodo di rotazione di 12,933 ore.